# Zebrarall
Zebrarall (Gallirallus torquata) är en fågel i familjen rallar inom ordningen tran- och rallfåglar.

## Utseende och läte
Zebrarallen är en distinkt tecknad rall med en kort stjärt som hålls rest. Ovansidan är olivbrun, medan undersidan är tätt tvärbandad i svart och vit, avdelat av ett rostrött bröstband. Ansiktet är svart med en bred vit strimma. Arten liknar rostbandad rall, men särskiljs genom den vita strimman i ansiktet och avsaknad av ögonrynsstreck. Bland lätena hörs ofta en kör av högljudda hårda kväkande ljud.

## Utbredning och systematik
Zebrarall delas in i fem underarter med följande utbredning:
- Gallirallus torquatus torquatus – förekommer på Filippinerna
- Gallirallus torquatus celebensis – Sulawesi, Pulau Muna och intilliggande öar
- Gallirallus torquatus sulcirostris – Peleng (Banggaiöarna) Sulaöarna (Tabiabu, Mangole, Sanana)
- Gallirallus torquatus kuehni – Tukangbesiöarna (Binongka och Kaledupa)
- Gallirallus torquatus limarius – Salawati och nordvästra Nya Guinea

## Status
Internationella naturvårdsunionen IUCN kategoriserar arten som livskraftig. Även om dess beståndsutveckling är okänd anses den inte hotad och utbredningsområdet är stort.